# Lycium pumilum
Lycium pumilum ist eine Pflanzenart aus der Gattung der Bocksdorne (Lycium) in der Familie der Nachtschattengewächse (Solanaceae).

## Beschreibung
Lycium pumilum ist ein 0,6 bis 1,2 m hoher, steif aufrecht wachsender, mit Stacheln besetzter Strauch. Die Laubblätter sind bereift, sukkulent und unbehaart. Sie werden 10 bis 15 mm lang und 1 bis 2 mm breit.
Die Blüten sind zwittrig und fünfzählig. Der Kelch ist röhren- bis glockenförmig. Die Kelchröhre hat eine Länge von 2,5 bis 4 mm und ist mit 0,5 bis 0,8 mm langen Kelchzipfeln besetzt. Die Krone ist eiförmig und zurückgebogen. Sie ist weiß gefärbt und besitzt purpurne Adern und blass lila Kronlappen. Die Kronröhre ist 4 bis 5 mm lang, die Kronlappen 3 bis 4 mm. Die Staubfäden sind etwa 1 mm oberhalb der Basis dicht filzig behaart.
Die Frucht ist eine orange-rote bis rote, kugelförmige Beere mit einem Durchmesser von 4 mm.

## Vorkommen
Die Art ist auf dem Afrikanischen Kontinent verbreitet und kommt dort in Südafrika in den Provinzen Westkap, Ostkap, Nordkap und Freistaat, sowie in Namibia vor.

## Systematik
Nach molekularbiologischen Untersuchungen ist die Art am nächsten mit Lycium decumbens verwandt. Beide sind in einer großen monophyletischen Klade aus altweltlichen Arten der Gattung eingeordnet, die genauen Verwandtschaftsbeziehungen innerhalb der Klade sind jedoch noch ungeklärt.

## Belege
- J.S. Miller und R.A. Levin: Lycium pumilum. In: Project Lycieae
- Rachel A. Levin et al.: Evolutionary Relationships in Tribe Lycieae (Solanaceae). In: D.M. Spooner, L. Bohs, J. Giovannoni, R.G. Olmstead und D. Shibata (Hrsg.): Solanaceae VI: Genomics meets biodiversity. Proceedings of the Sixth International Solanaceae Conference, ISHS Acta Horticulturae 745, Juni 2007. S. 225–239. ISBN 978-9066054271.